# 閒話一句
閒話一句（生於2005年2月13日、Collection）是英國及香港訓練的純種競賽馬匹，現已退役。主要勝出賽事是香港打吡大賽、香港金盃。

## 競賽生涯

### 英國
閒話一句在2007年10月3日在英國在梭伯士利舉行的新秀賽出道（限勝出0-2場馬匹參賽），在四匹馬賽事中取得亞軍，然後轉戰紐卡素終於在處女馬賽事中勝出。經過歐洲平地賽馬的休息期，2008年4月16日在唐加士達馬場在條件賽上陣，但以8個馬位之差大敗。之後增程到10化郎，在約克馬場一場四班條件賽中勝出。之後在皇家雅士谷賽馬日角逐咸普頓錦標，結果以一個馬位之差勝出。
之後離開英國，前往法國邁松拉菲特角逐尤金亞當錦標，以第五名完成。在歐洲最後一場比賽是歐洲最高一哩獎金賽事托卡比錦標，在面對眾多一哩好手下（包括冠軍求勝心切、亞軍凌駕力等），雖然只得第五，但輸得不遠。之後被約翰摩亞賣去到香港繼續競賽生涯。

### 香港

#### 2008-09年馬季
據報導指出約翰摩亞花上1000萬港元將此駒買下，預定團體馬主為國美電器主席黃光裕等六人，之後被黃光裕在中國被捕，另外有多名成員離開，僅剩下黃良柏一人留下，於是只好重組整個馬主團體，以香港打吡大賽為目標。2月15日，在香港首次出賽，第一戰的嫌短1400米的賽事中，在騎師白德民沒有用鞭之下，迫近火箭動力，最後僅以短馬頭被擊敗。3月7日出戰一班1800米賽事，當時已經成大熱門，在最後二百米應鞭之下，推騎而上，帶離亞軍好先生4個多馬位，在好黏地情況下，造出1分47秒57的佳績。
之後挑戰香港打吡大賽，成為壓倒的大熱門，在比賽中段，騎師白德民察覺步速太慢，指示馬匹推前，轉彎後開始帶離對手，雖然先有自由好挑戰，但未能影響閒話一句半步，結果順利勝出。自香港賽馬會推出練馬師賽馬團體制度後，第一匹勝出一級賽的馬匹。賽後約翰摩亞表示將會角逐冠軍一哩賽，並會在香港冠軍暨遮打盃與最佳長途馬爆冷共同出賽。在冠軍一哩賽中，後上時未能發力，最後被好爸爸超越下穩守第五。在5月31日舉行的香港冠軍暨遮打盃，約翰摩亞出三頭馬，其中爆冷和閒話一句未能立即決定由誰策騎，馬房騎師白德民最終選騎閒話一句。在比賽中，一路留到最後，轉至最後直路後上初時最具威脅，不過最後不及爆冷及自由好，只能穩佔第三。

#### 2009-10年馬季
閒話一句今季最大目標是香港盃，第一場賽事是沙田錦標，取得第五。接著出戰香港盃預賽，直路上率先透出，以兩個馬位之差輕鬆勝出賽事。其後角逐香港盃，在直路找到空位後與萬千景象一起帶出，但是速度不及於對手，捧成大熱門下屈居亞軍。
接著出戰董事盃，沿途守在好位，但在八百米與自由好碰撞，影響了馬匹表現，終點前完全乏力，只得第十，賽後獸醫檢查馬匹沒有問題。由於表現差劣，需要在試閘有好表現後才能出賽。
閒話一句按原定計劃角逐香港金盃，為賽事的大熱門，比賽去到中段壓直路壓迫對手，沿途使用左鞭，當帶離其他馬匹時轉用右鞭，輕鬆取勝，賽後雖然受到自由好抗議，曾在200米阻礙自由好，考慮到兩馬的勝負距離，即使沒受阻，自由好仍不可超越閒話一句，競賽上組駁回上訴。賽後曾考慮角逐美丹馬場舉行的杜拜世界盃。不過後來考慮到獲邀機會不明，宣佈放棄角逐。以愛彼錶女皇盃為目標。
在角逐愛彼錶女皇盃前，參與主席錦標，練馬師指定此馬由勞愛德策騎，臨場獲起票支持成為次熱門。在比賽末段遭到勇敢小子影響而收慢，只得一席第九。在愛彼錶女皇盃中，由馬房騎師白德民策騎，成為一枝獨秀的大熱門，在比賽留在較後位置，面對慢步速無以為繼，直路雖能展開衝刺，未能威脅頭馬之餘，更以鼻位負於永通達及百威勝只得第六。翌日馬會召見騎師白德民，就閒話一句的表現查詢，白德民回應在賽前馬匹脾氣較大，起步後嘗試在首飾奇寶之前尋找一個好位置，但未能如願，在直路馬匹有內閃傾向，如不阻止將會影響極品絲綢。此外馬匹在4月17日發現氣管內有血，而賽前最後一課操練後發現氣管內有血。

#### 2010-11年馬季
閒話一句在沙田錦標跑第八，接著在國際二級賽馬會盃成為大熱門，在比賽末段被困，只能跑第五，賽後證實氣管內有很多血。在香港盃被捧為次熱門，但最終包尾而回，之後再沒有於今季上陣。2011年12月轉倉自告達理馬房，大摩練馬師團體馬繼愜意小開後，另一匹轉倉告達理的馬。

#### 2011-12年馬季
閒話一句在轉倉後角逐2012年香港金盃，馬匹在直路只能超越力弱的馬匹以第七名完成。在愛彼錶女皇盃時，因為有兩駒（同個世界、雄心威龍）退出而獲得補上的機會，起步後搶口，最終包尾而回。5月19日，閒話一句角逐亞洲電視盃，雖然該駒早段跟前競跑，但去到末段轉弱，遙遙大敗而回，賽後更被獸醫發現心律不正常、口部有血。。

#### 2012-13年馬季
閒話一句雖然在該季未曾上陣，但該駒在2012年10月9日試閘後被獸醫發現第二次心律不正常，更於10月12日宣布退役。

## 07/08約翰摩亞練馬師賽馬團體/07/08告達理練馬師賽馬團體（T1）
07/08告達理練馬師賽馬團體（T1）（前稱07/08約翰摩亞練馬師賽馬團體，T1為首次轉馬房）由7名（當中兩名為經理人）成員組成，擁有「新力」系的黃良柏（馬主團體經理人）及黃鑀瀅，其餘成員包括余瑞生、藍瓊纓姪女藍潔嫻、劉健楊（紀利華木球會賽馬團體經理人）、伍健華及林鵬。

## 詳細賽績
| 日期       | 馬場       | 距離       | 級別 | 賽事名稱           | 負重 | 騎師   | 名次/出馬 | 時間      | 與頭馬距離 | 頭馬（二馬）   |
| ---------- | ---------- | ---------- | ---- | ------------------ | ---- | ------ | --------- | --------- | ---------- | -------------- |
| 3/10/2007  | 梭士百利   | 草7f       |      | 2歲勝出0-2場新秀賽 | 120  | 麥維凱 | 2/4       | (1:31.32) | 1 1/4      | Fifteen Love   |
| 16/10/2007 | 紐卡素     | 草7f       |      | 2歲處女馬賽        | 120  | 桑迪斯 | 1/12      | 1:33.04   | 3 1/2      | (Solar Spirit) |
| 11/4/2008  | 唐加士達   | 草8f       |      | 3歲條件讓磅賽      | 125  | 桑迪斯 | 6/16      | (1:43.04) | 8 3/4      | Perks          |
| 14/5/2008  | 約克       | 草1m2f110y |      | 3歲條件讓磅賽      | 129  | 麥維凱 | 1/12      | 2:10.87   | 2 1/2      | (印族節日)     |
| 19/6/2008  | 雅士谷     | 草1m2f     | L    | 咸普頓錦標         | 128  | 麥維凱 | 1/15      | 2:07.55   | 2 1/2      | (Staying On)   |
| 27/7/2008  | 邁松拉菲特 | 草2000     | G2   | 尤金亞當錦標       | 128  | 麥維凱 | 5/10      | (2:07.8)  | 2          | 好事成雙       |
| 7/9/2008   | 伊斯坦堡   | 草1600     | TRG2 | 托卡比錦標         | 124  | 戴圖理 | 5/10      | (1:33.65) | 3 1/4      | 求勝心切       |
| 15/2/2009  | 沙田       | 草1400     |      | 第一班讓賽         | 120  | 白德民 | 2/12      | 1:23.44   | 短馬頭     | 火箭動力       |
| 7/3/2009   | 沙田       | 草1800     |      | 第一班讓賽         | 132  | 白德民 | 1/14      | 1:47.57   | 4 1/4      | （好先生）     |
| 22/3/2009  | 沙田       | 草2000     | HKG1 | 香港打吡大賽       | 126  | 白德民 | 1/14      | 2:02.50   | 1 1/2      | （自由好）     |
| 27/4/2009  | 沙田       | 草1600     | G1   | 冠軍一哩賽         | 126  | 白德民 | 5/11      | 1:35.20   | 1 1/2      | 勝眼光         |
| 31/5/2009  | 沙田       | 草2400     | HKG1 | 香港冠軍暨遮打盃   | 126  | 白德民 | 3/8       | 2:27.70   | 2 1/4      | 爆冷           |
| 25/10/2009 | 沙田       | 草1600     | HKG3 | 沙田錦標           | 123  | 白德民 | 5/14      | 1:34.91   | 1 1/2      | 包裝大師       |
| 15/11/2009 | 沙田       | 草2000     | HKG2 | 香港盃預賽         | 128  | 馬偉昌 | 1/14      | 2:03.85   | 2          | （首飾奇寶）   |
| 13/12/2009 | 沙田       | 草2000     | G1   | 香港盃             | 126  | 白德民 | 2/10      | 2:02.00   | 3/4        | 萬千景象       |
| 31/1/2010  | 沙田       | 草1600     | HKG1 | 董事盃             | 126  | 白德民 | 10/12     | 1:35.16   | 7-1/2      | 友誼至上       |
| 28/2/2010  | 沙田       | 草2000     | HKG1 | 香港金盃           | 126  | 白德民 | 1/11      | 2:01.60   | 1-3/4      | （自由好）     |
| 4/4/2010   | 沙田       | 草1600     | HKG2 | 主席錦標           | 128  | 勞愛德 | 9/11      | 1:35.31   | 4-3/4      | 步步穩         |
| 25/4/2010  | 沙田       | 草2000     | G1   | 愛彼錶女皇盃       | 126  | 白德民 | 6/9       | 2:05.20   | 1-1/2      | 爆冷           |
| 24/10/2010 | 沙田       | 草1600     | HKG3 | 沙田錦標           | 130  | 勞愛德 | 8/14      | 1:34.05   | 3          | 自由好         |
| 14/11/2010 | 沙田       | 草2000     | G2   | 馬會盃             | 128  | 白德民 | 5/11      | 2:02.66   | 3-1/2      | 魔法幻影       |
| 12/12/2010 | 沙田       | 草2000     | G1   | 香港盃             | 126  | 白德民 | 13/13     | 2:03.75   | 5          | 飛雪仙蹤       |
| 26/2/2012  | 沙田       | 草2000     | HKG1 | 香港金盃           | 126  | 鄭雨滇 | 7/10      | 2:03.98   | 8-1/2      | 雄心威龍       |
| 29/4/2012  | 沙田       | 草2000     | G1   | 愛彼錶女皇盃       | 126  | 史偉恩 | 13/13     | 2:07.76   | 33-3/4     | 統治地位       |
| 19/5/2012  | 沙田       | 草1600     |      | 亞洲電視盃（1班）  | 131  | 鄭雨滇 | 14/14     | 1:45.59   | 57-3/4     | 家樂飛         |

- 所有英國賽事以英哩計算，1英哩約1609米、1化郎約201米。
- 賽時有括號者為頭馬時間。

## 外部連結
- 香港賽馬會 （页面存档备份，存于）
- 血統表 （页面存档备份，存于）